# A Busy Day
A Busy Day er en amerikansk stumfilm fra 1914 af Mack Sennett.

## Medvirkende
- Charles Chaplin
- Mack Swain
- Phyllis Allen
- Mack Sennett
- Billy Gilbert